# Cheiloneurus bangalorensis
Cheiloneurus bangalorensis är en stekelart som först beskrevs av Subba Rao 1957.  Cheiloneurus bangalorensis ingår i släktet Cheiloneurus och familjen sköldlussteklar. Inga underarter finns listade i Catalogue of Life.